# Тумазы
Тумазы — деревня в Винницком сельском поселении Подпорожского района Ленинградской области.

## История
ПЯРЬ-СЮРЬГА (ТУМАЗОВА) — деревня при озере Крестном, число дворов — 10, число жителей: 44 м п., 47 ж. п.; Часовня православная. (1873 год)

Деревня административно относилась к Винницкой волости 2-го стана Лодейнопольского уезда Олонецкой губернии.

ПЯРСЮРЬГА (ТУМАЗЫ) — деревня Тумазовского сельского общества при озере Крестнозере, население крестьянское: домов — 21, семей — 20, мужчин — 85, женщин — 100, всего — 185; лошадей — 21, коров — 36, прочего — 26. (1905 год)

С 1917 по 1921 год деревня входила в состав Тумазовского сельсовета Винницкой волости Лодейнопольского уезда Олонецкой губернии.
С 1922 года в составе Тукшинского сельсовета Ленинградской губернии.
С образованием в 1927 году Винницкого национального вепсского района Ленинградской области деревня вошла в состав Гонгинского сельского совета в числе деревень Великий Двор, Заяцкая, Игнатовское, Сергеевская, Ермолинская, Константиновская, Спиридоновская, Савинская, Крестнозеро, Прокопьевская.
С 1928 года в составе Винницкого сельсовета.

Деревня Тумазы на карте 1932 года

Согласно карте Ленинградской области Северо-западного аэрогеодезического треста ГГУ издания 1932 года деревня насчитывала 21 крестьянский двор.
По данным 1933 года деревня Тумазы входила в состав Винницкого вепсского национального сельсовета Винницкого национального вепсского района.

Деревня Тумазы на карте РККА 1940 года

С 1950 года в составе Гонгинского сельсовета.
В 1958 году население деревни составляло 139 человек.
С 1963 года в составе Лодейнопольского района.
С 1965 года в составе Винницкого сельсовета Подпорожского района. В 1965 году население деревни составляло 141 человек.
В 1971 году в Винницком лесничестве в 4 км от деревни Тумазы был образован новый населённый пункт — посёлок Ягодное. 17 ноября 1983 года он был упразднён в связи с отсутствием населения.
По данным 1966, 1973 и 1990 годов деревня Тумазы также входила в состав Винницкого сельсовета.
В 1997 году в деревне Тумазы Винницкой волости проживали 10 человек, в 2002 году — 103 человека (русские — 83 %).
В 2007 году в деревне Тумазы Винницкого СП проживал 1 человек.

## География
Деревня расположена в восточной части района на автодороге 41К-016 (Станция Оять — Плотично).
Расстояние до административного центра поселения — 15 км.
Расстояние до ближайшей железнодорожной станции Подпорожье — 72 км.
Деревня находится на западном берегу озера Крестное.

## Демография
| 1873 | 1905 | 1958 | 1965 | 1997 | 2007 | 2010 |
| ---- | ---- | ---- | ---- | ---- | ---- | ---- |
| 91   | ↗185 | ↘139 | ↗141 | ↘10  | ↘1   | ↗7   |
| 2017 |      |      |      |      |      |      |
| ↘6   |      |      |      |      |      |      |

### Национальный состав
Согласно данным Всероссийской переписи населения 2021 года в деревне проживали 7 человек, из них:
 русские — 6, вепсы — 1 человек.

## Улицы
Благодатная, Лесной переулок.